# المقبرة الثابتة
المقبرة الثابتة (La constante macabre) هي ظاهرة لوحظت في سياق تصحيح الامتحانات، حيث يُلاحظ أن نسبة العلامات الضعيفة تظل ثابتة تقريبًا، بغض النظر عن موضوع الامتحان أو المصحّح، ودون أن تعكس بالضرورة الجودة الحقيقية لإجابات التلاميذ أو الطلاب.

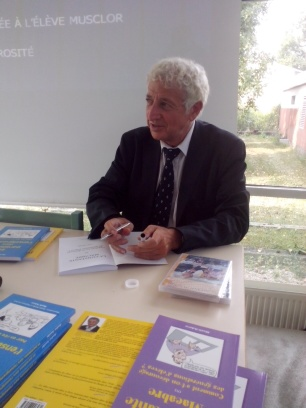
ويرى "أندريه أنتيبي" أن ما يسميه "ثابت مروع" هو سبب العديد من الفشل الأكاديمي.

صاغ هذا المصطلح الباحث في علم تعليم الرياضيات أندريه أنتيبي (André Antibi) سنة 1988، ونشر في عام 2003 كتابًا خصصه للموضوع، قال فيه:«أقصد بـ"المقبرة الثابتة" أن الأساتذة، تحت ضغط المجتمع، يرتبون – لا شعوريًا – توزيع العلامات بطريقة تتضمن دائمًا نسبة من العلامات السيئة. هذه النسبة هي ما أُطلق عليه اسم "المقبرة الثابتة".
وتُصنَّف هذه الظاهرة ضمن ما يُعرف بـسوسيولوجيا التقييم، وقد كانت موضوعًا لعدة دراسات في إطار علم الاجتماع التربوي.
المميزات والآثار:
- تسليط الضوء على الطابع غير الموضوعي للتقويم: إذ يُظهر أن العلامة قد لا تعكس دائمًا مستوى التلميذ الحقيقي، بل تخضع أحيانًا لتوقعات مسبقة أو أعراف لا شعورية.
- انتقاد ثقافة الفشل كأساس للتمييز: حيث يؤدي هذا النمط إلى ما يسمى بـ«الانتقاء عبر الإخفاقمساعدة[4]»،[4] مما يؤدي إلى تثبيط عزيمة المتعلمين وإقصاء البعض منهم.
- امتداد الظاهرة في عدة نظم تعليمية: لوحظ وجود هذه الظاهرة في أنظمة تعليمية متعددة، منها الفرنسية، والبلجيكية، وبعض الدول الإفريقية الناطقة بالفرنسية، وكذلك في النظام التعليمي في إسبانيا وأمريكا اللاتينية.

تشير مفهوم "المقبرة الثابتة" إلى وجود نسبة ثابتة من العلامات الضعيفة ضمن النظام التعليمي، يُعتقد أنها تتكرر بشكل منتظم، بغض النظر عن المستوى الحقيقي للطلبة مقارنة بالمعارف المطلوبة فعليًا.
بمعنى آخر، توزع العلامات يتبع غالبًا منحنىً يشبه التوزيع الثنائي، أي أن معظم العلامات تتركز حول المستوى المتوسط، دون أن تكون مرتفعة جدًا أو منخفضة جدًا، فيما تظل العلامات الممتازة والضعيفة نادرة وتقع على الأطراف. ورغم أن هذا النوع من التوزيع قد يكون طبيعيًا في بعض السياقات، إلا أن الإشكال الأساسي يكمن في المعدل العام، والذي يُعاد ضبطه في كثير من الأحيان إلى قيمة مساوية أو أقل من نصف العلامة القصوى، من دون أن يعكس بالضرورة مستوى الكفاءة الفعلية لدى الطلبة.
لا يتم تحديد هذا المعدل بناءً على الحد الأدنى المطلوب من المعارف التي ينبغي اكتسابها، وإنما يُضبط نسبيًا وفقًا لأداء باقي الطلاب. وينجم عن هذا ما يُعرف بعملية توحيد اصطناعي للنتائج، والتي لا تعتمد على معايير موضوعية محددة مسبقًا، بل تُبنى بناءً على أداء المجموعة ككل. ويُقارن هذا المفهوم بما يُعرف في الأدبيات التربوية بـالاختبار المرجعي إلى الجماعة (Norm-referenced test)، وبـمنحنى التقدير (grading on a curve).
لا تقتصر هذه الظاهرة على التخصصات النخبوية أو المسارات الدراسية ذات الطابع الانتقائي، بل تشمل أيضًا المسارات العامة وجميع مستويات التعليم. يُعتقد أن ذلك يُفضي إلى شكل من الانتقاء النسبي، مبني على مقارنة اجتماعية بأداء الزملاء، بدلًا من اعتماد انتقاء موضوعي ومطلق يقوم على مدى تحقق الأهداف التعليمية والمعرفية.

### الأسباب المحتملة
يُعزى ظهور "المقبرة الثابتة" إلى عوامل سوسيولوجية وتربوية، وليس إلى نية سيئة لدى المعلّمين. ومن بين العوامل المقترحة:
- ميل ثقافي إلى العقاب بدلًا من التحفيز: حيث يُصمم الامتحان أحيانًا كأداة للتمييز، فيُركز على الأسئلة التعجيزية أو المعارف غير الأساسية، بدلًا من اختبار المهارات والمعارف المكتسبة فعلًا.
- اعتبارات تتعلق بالسمعة والمصداقية: إذ قد يشعر المعلم أو المؤسسة بضغط خارجي للحفاظ على مستوى معين من "الجدّية"، بحيث يبدو الامتحان صعبًا وتكون نسبة النجاح منخفضة، ما يُكسب التكوين أو الشهادة قيمة اجتماعية أعلى.

### النتائج المحتملة
وفقًا لهذه النظرية، فإن "المقبرة الثابتة" تؤدي إلى إخفاق مصطنع لبعض التلاميذ، مما يسهم في فقدان الحافز الدراسي، خاصة لدى من يعيشون تكرار الإخفاق، مما قد يؤدي إلى ما يُعرف في علم النفس التربوي بـالعجز المُتعلَّم ([./ learned helplessness]).